# Eusebio Cimorra
Eusebio Gutiérrez Cimorra (Madrid, 23 de septiembre de 1908 - 20 de enero de 2007) fue un periodista y escritor español.
Fue el director de "Mundo Obrero" durante la Guerra Civil. En 1939 se exilió a Moscú, allí fue el fundador de Radio Moscú y formó parte del Komintern. Regresó a España en la transición. Colaboró en la revista "La Calle" y en programas de debate político en radio y televisión. Era autor de varios libros. 
Falleció en Madrid con 98 años.